# Ablautus linsleyi
Ablautus linsleyi là một loài ruồi trong họ Asilidae. Ablautus linsleyi được Wilcox miêu tả năm 1966. Loài này phân bố ở vùng Tân Bắc giới.